# Гура Рошиеј (Алба)
Гура Рошиеј (рум. Gura Roșiei) насеље је у Румунији у округу Алба у општини Рошија Монтана. Oпштина се налази на надморској висини од 587 m.

## Становништво
Према подацима из 2002. године у насељу је живело 104 становника, од којих су сви румунске националности.